# Nemoura akagii
Nemoura akagii är en bäcksländeart som beskrevs av Kawai 1960. Nemoura akagii ingår i släktet Nemoura och familjen kryssbäcksländor. Inga underarter finns listade i Catalogue of Life.